# Scotts Mills
Scotts Mills es una ciudad ubicada en el condado de Marion en el estado estadounidense de Oregón. En el año 2000 tenía una población de 354 habitantes y una densidad poblacional de 376.4 personas por km².

## Geografía
Scotts Mills se encuentra ubicada en las coordenadas 45°2′31″N 122°40′2″O / 45.04194, -122.66722.

## Demografía
Según la Oficina del Censo en 2000 los ingresos medios por hogar en la localidad eran de $35,208 y los ingresos medios por familia eran $37,500. Los hombres tenían unos ingresos medios de $31,000 frente a los $20,000 para las mujeres. La renta per cápita para la localidad era de $15,033. Alrededor del 10.7% de la población estaban por debajo del umbral de pobreza.